# Margites pumilus
Margites pumilus là một loài bọ cánh cứng trong họ Cerambycidae.